# Lycaena alaina
Lycaena alaina är en fjärilsart som beskrevs av Otto Staudinger 1887. Lycaena alaina ingår i släktet Lycaena och familjen juvelvingar. Inga underarter finns listade i Catalogue of Life.